# Cheilotrichia (ondergeslacht)
Cheilotrichia is een ondergeslacht van het geslacht van insecten Cheilotrichia binnen de familie steltmuggen (Limoniidae).

## Soorten
- C. (Cheilotrichia) aemula (Savchenko, 1974)
- C. (Cheilotrichia) alicia (Alexander, 1914)
- C. (Cheilotrichia) aroo (Theischinger, 1994)
- C. (Cheilotrichia) brincki (Alexander, 1964)
- C. (Cheilotrichia) cinerea (Strobl, 1898)
- C. (Cheilotrichia) clausa (Alexander, 1921)
- C. (Cheilotrichia) fully (Podenas and Geiger, 2001)
- C. (Cheilotrichia) gloriola (Alexander, 1962)
- C. (Cheilotrichia) guttipennis (Alexander, 1961)
- C. (Cheilotrichia) imbuta (Meigen, 1818)
- C. (Cheilotrichia) laetipennis (Alexander, 1936)
- C. (Cheilotrichia) meridiana (Mendl, 1974)
- C. (Cheilotrichia) monosticta (Alexander, 1927)
- C. (Cheilotrichia) monstrosa (Bangerter, 1947)
- C. (Cheilotrichia) palauensis (Alexander, 1972)
- C. (Cheilotrichia) schmidiana (Alexander, 1964)
- C. (Cheilotrichia) vagans (Savchenko, 1972)
- C. (Cheilotrichia) valai (Stary, 1992)